# Protestantisme in België
Het protestantisme in België ontwikkelde zich vanaf de 16e eeuw. Drie stromingen speelden aanvankelijk een rol:

## Voorgeschiedenis

### Lutheranisme
Het lutheranisme was de eerste reformatorische stroming die in de zuidelijke Nederlanden aanhang vond. Reeds in 1519 meldde Desiderius Erasmus aan Maarten Luther dat diens boeken in Antwerpen gelezen werden. Dit gebeurde onder impuls van het in 1513 gestarte augustijnenklooster, waarvan een aantal monniken voor studie naar Wittenberg gingen, waar Luther doceerde. Onder andere de prior Jacobus Praepositus verkondigde de leer van Luther. Vooral na de excommunicatie van Luther (1521) en het uitroepen van het Edict van Worms in hetzelfde jaar, leidde dit tot felle vervolging van de lutheranen. Praepositus vluchtte naar Duitsland. Zijn opvolger, Hendrik van Zutphen, vluchtte in 1522 eveneens naar Duitsland, na gevangen gezet te zijn geweest. Op 1 juli 1523 werden Hendrik Voes en Jan van Essen vanwege hun geloof op de Grote Markt te Brussel ter dood gebracht op de brandstapel. Dit waren de eersten in een lange reeks slachtoffers. Overigens verbood Luther het opzetten van lutherse kerken, en de Lutherij was dan ook vooral een zaak van individuen. De onderdrukking had succes: Het lutheranisme verdween vrijwel geheel uit de zuidelijke Nederlanden. In 1919 werden enkele, voorheen Duitse, gebieden (de Oostkantons) bij België gevoegd, en ze sloten zich aan bij de Bond der Protestants-Evangelische Kerken van het Koninkrijk België, en uiteindelijk, na verdere fusies, bij de Verenigde Protestantse Kerk in België. In de Oostkantons is de Evangelisch-Lutherse Kirche Eupen-Neu-Moresnet actief. In 1963 werd de Belgische Evangelisch-Lutherse Kerk erkend door de Staat. Tegenwoordig is er ook in Vlaanderen een evangelisch-luthers kerkgebouw, en wel aan de Tabaksvest 59 te Antwerpen.

### Doopsgezinden
De wederdopers, omstreeks 1525 ontstaan in het huidige Zwitserland als afsplitsing van de hervormingsbeweging van Ulrich Zwingli. Vanaf 1527 werden dezen in Zwitserland vervolgd. Velen vluchtten in noordwestelijke richting en bereikten zo de zuidelijke, en ook de noordelijke, Nederlanden. Vanaf 1535, toen het experiment van Jan van Leiden te Münster tot een einde kwam, kwamen er ook vluchtelingen vanuit de noordelijke Nederlanden naar het zuiden. De zuidelijke Nederlanden kenden namelijk kosmopolitische steden waarin de wederdopers zich gevrijwaard achten van vervolging. Vooral te Antwerpen manifesteerden zij zich. Toch is het waar de vervolging in 1535 begon. Diverse wederdopers kwamen op de brandstapel om. Het verspreiden van portretten van ketters, delinquanten ende malefacteurs als eenen genaempt Jan van Leyen hem in synen levene gemaect ofte genaempt hebbende te syne Coninck van Syon met synen complicen en adherenten werd verboden. Veel wederdopers behoorden tot een revolutionaire stroming die een theocratie nastreefden. Na 1540 was vooral sprake van een meer ingetogen stroming, die geen wereldse macht nastreefde. Deze stroming werd nadrukkelijk ingezet vanaf 1536, door de Noord-Nederlander Menno Simons. Het was in Antwerpen dat doopsgezinde geschriften werden gedrukt, uitgegeven en verspreiding in de zuidelijke en de noordelijke Nederlanden vonden.
In de laatste jaren van de regering van Keizer Karel V werden reeds edicten uitgevaardigd, zoals: Vreemdelingen, suspect van ketteryen ende sonderlinge van den secten der herdoopers, mogen, sonder attestatie van de parochie hunner laetste woonstede, alhier, niet geadmitteerd worden, zoals in 1550 het geval was. De inquisitie deed zich gelden, doch werd tegengewerkt vanuit onverwachte hoek, namelijk door het wereldlijke bestuur, daar zij de economische bloei ernstig bemoeilijkte. Vooral Pieter Titelmans, in 1545 aangesteld, was een fanatiek inquisiteur die met zo'n tegenwerking te maken kreeg. Ernstige vervolgingen hadden niettemin plaats, onder meer te Gent en Aalst. In weerwil van deze vervolgingen groeide het belang van de doopsgezinden. Toen in de jaren 60 van de 16e eeuw de calvinisten een groeiende machtsfactor werden, bracht dit profijt voor de doopsgezinden mee. Bedenk dat van augustus tot oktober 1566 de Beeldenstorm in de Nederlanden woedde. Dit jaar werd wel het Wonderjaar genoemd. De doopsgezinden namen overigens niet deel aan de Beeldenstorm. Met de komst van Alva in 1567 begon opnieuw een periode van felle en systematische onderdrukking, en de door hem ingestelde Raad van Beroerten maakte vele slachtoffers. Dit was de inleiding tot de Tachtigjarige Oorlog, die in 1568 begon en spoedig leidde tot een vrijplaats voor andersgelovigen in de noordelijke Nederlanden. In de Pacificatie van Gent (1576) werden de doopsgezinden niet vernoemd, aangezien alleen katholieken en calvinisten bij dit akkoord betrokken waren. Er ontstonden calvinistische republieken in vele Vlaamse steden, doch de Synode der Calvinisten te Antwerpen beschouwde de doopsgezinden niet als ware christenen: Les frères assemblés tiennent et croyent que les Anabaptistes ne croyent point droitement en Jesu Christ selon la parole de Dieu.... Toch konden de doopsgezinden in redelijke vrijheid opereren totdat Parma een groot deel der Nederlanden heroverd had. In 1585 kwam met de val van Antwerpen een einde aan de relatieve vrijheid van de doopsgezinden. Hoewel de wreedheid van de vroegere onderdrukking niet meer werd geëvenaard, nam de druk verder toe en de bedoeling was het om een einde aan het anabaptisme te maken. De leiders van de beweging werden opgepakt en ter dood veroordeeld. Velen zijn gevlucht naar de noordelijke Nederlanden en deze emigranten hielden contact met doopsgezinde gemeenschappen in de zuidelijke Nederlanden. Vooral in Lovendegem was er een bloeiende doopsgezinde gemeente. Een groot aantal kooplieden waren lid, waarvan een meerderheid toch zijn vege lijf redde achter de Staats-Spaanse Linies. Bekende doopsgezinden onder hen waren: Christiaan Van Eeghen, lakenkoopman, die in 1636 naar Aardenburg vertrok, de families Vondel, De Neufville, Van Halmael, De Haen, Grijspeert, Hartsen, De Clercq, De la Faille, Anselmus, Apostool, Boegensoghen, en Messchaert. Velen van hun nazaten hebben belangrijke bijdragen aan de maatschappij geleverd. Omstreeks 1650 waren alle doopsgezinden naar het noorden uitgeweken en hield het anabaptisme in de zuidelijke Nederlanden de facto op te bestaan.

### Calvinisme
Het calvinisme is veruit de belangrijkste stroming van het protestantisme in de Nederlanden. Die manifesteerde zich vanaf ongeveer 1540 in de zuidelijke Nederlanden en werd al spoedig – ondanks de onderdrukking – een machtsfactor van betekenis. In 1566 werd het Smeekschrift der Edelen aan Margaretha van Parma aangeboden, waarmee ook de geuzennaam Geuzen werd gemunt. De bijnaam Geuzen zou ook op protestanten in het algemeen betrekking krijgen. De aanbieders van het Smeekschrift kwamen tevoren bijeen in het Hof van Culemborg te Brussel. Enkele maanden later brak de Beeldenstorm uit, die de zuidelijke Nederlanden vanuit Steenvoorde bereikte en in noordoostelijke richting over de zuidelijke en noordelijke Nederlanden trok. Hieruit bleek de invloed van de calvinisten, welke toen ongeveer 20% van de bevolking uitmaakten en steun ondervonden van lokale bestuurders en notabelen.
Op het Smeekschrift volgde onderdrukking, in de persoon van Alva, die in 1567 in de Nederlanden aankwam en de Raad van Beroerten oprichtte, waardoor meer dan 12.500 mensen veroordeeld werden. Vele calvinisten vluchtten naar Engeland en een aantal van hen zou de gelederen gaan versterken van de Watergeuzen en de Bosgeuzen. Het jaar 1568 markeert het begin van de Tachtigjarige Oorlog, waarmee een internationaal militair conflict was geboren. In 1572 werd Den Briel ingenomen door de Watergeuzen, en enkele dagen later sloot Vlissingen zich bij de opstand aan. In 1572 namen de Bosgeuzen voor korte tijd de stad Oudenaarde in. In 1573 diende Alva zijn ontslag in en reisde terug naar Spanje. De spanningen bleven echter en toen in 1576, na de Spaanse Furie, de Pacificatie van Gent werd uitgeroepen, maakten de calvinisten daarvan gebruik door in vele belangrijke steden een calvinistische republiek in te richten. Tot deze steden behoorden Brussel, Gent, Antwerpen, Brugge, Kortrijk, Ieper en Dendermonde. Door intolerant bewind in deze republieken ten aanzien van katholieken, ontstond ook een tegenbeweging van ontevreden katholieke edelen, die de zijde van Spanje kozen. In 1579 begon Parma aan de herovering van de Nederlanden. In 1585 was dit proces vrijwel afgerond: de calvinistische republieken in de Zuidelijke Nederlanden waren verdwenen. Oostende echter, was nog in calvinistische handen en zou pas in 1604 weer heroverd worden, waarbij het geheel verwoest werd.

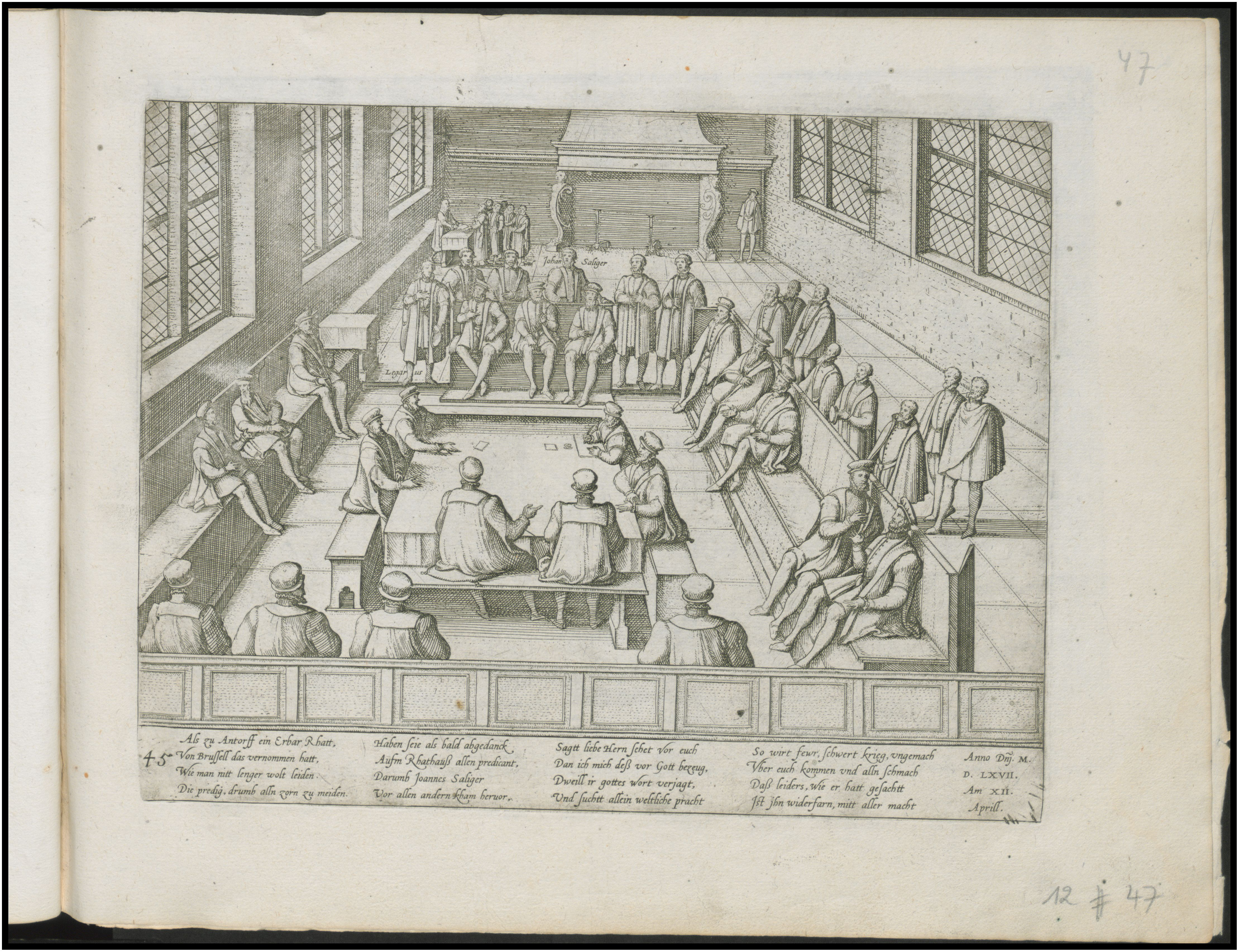
Het verbod van protestantse prediking in Antwerpen, Felixarchief

Vooral het einde van de calvinistische republiek van Antwerpen (1585) leidde tot een uittocht van Antwerpse calvinisten. Ongeveer 250.000 calvinisten zouden uitgeweken zijn, vooral naar de Noordelijke Nederlanden, maar ook naar Engeland, Duitsland en verder. De Franstalige calvinisten vormden Waalse gemeenten. Er bestonden aanvankelijk 35 à 41 Waalse gemeenten, een aantal dat zich na 1685 door de migratie van hugenoten naar de Noordelijke Nederlanden uit zou breiden tot 80. Ook in Engeland werden Waalse en Vlaamse gemeenten opgericht; nog één gemeente komt bijeen in de crypte van de Kathedraal van Canterbury.
Ondanks de onderdrukking bleven er enkele geïsoleerde protestantse gemeenten bestaan. In Brussel werden er diensten gehouden voor ambassadepersoneel uit Engeland en Nederland. In Antwerpen was sprake van de "Brabantse Olijfberg", die bijeenkwam in het atelier van Jacob Jordaens (die in 1650 calvinist geworden was). In Vlaanderen had men de "Vlaamse Olijfberg". Dit betrof een zevental protestantse gemeenten in de omgeving van Oudenaarde en Brakel. Zij konden onder meer blijven bestaan omdat er een soort ruilovereenkomst was met Sas van Gent, waarbij de katholieken aldaar bescherming genoten mits ook de protestanten, met name in Mater en in Sint-Maria-Horebeke, met rust zouden worden gelaten. Genoemde protestanten waren formeel lid van de Hervormde gemeente in Sas van Gent. De protestantse gemeente in het gehucht Korsele bestaat nog steeds. Ook in Wallonië bleven een aantal geïsoleerde gemeenten bestaan, zoals te Hodimont bij Verviers, te Eupen, in de Borinage en in de omgeving van Namen.
De Negenjarige Oorlog bracht Nederlandse en Engelse troepen in de zuidelijke Nederlanden en Nederlandse troepen bleven, ten gevolge van het Barrièretraktaat (1697 en 1715) in bepaalde vestingsteden aanwezig. Aldus was er enige tolerantie voor de protestanten en konden protestantse kerken worden gebouwd in Eupen (1708) en Hodimont (1711). Aangezien de gelegerde soldaten godsdienstvrijheid genoten, ontstonden protestantse kerken in Namen, Doornik, Menen, Veurne, Waasten, Ieper en Dendermonde. Legeraalmoezeniers gingen voor in de diensten die ook ten dienste van de lokale protestanten werden gehouden. Onder de verlichte monarchie van Jozef II werd het Tolerantiepatent uitgevaardigd (1781). Hierin kregen ook zogeheten a-katholieken een aantal rechten.

## Moderne tijd
Toen de Fransen in 1794 de Oostenrijkse Nederlanden annexeerden, waren er dus weinig protestanten in dit gebied, en ze waren vrijwel allen van calvinistische signatuur. De Loi des Articles organiques des Cultes protestants werd van kracht en de protestantse gemeenten werden in de nasleep van de Franse revolutie onder het Verband van Hervormde gemeenten in Frankrijk gesteld.
In 1815 ontstond het Verenigd Koninkrijk der Nederlanden en de gemeenten gingen over naar de Nederlandse Hervormde Kerk. Doordat de zuidelijke Nederlanden met het noorden verenigd waren, leidde dit tot een zekere instroom van noordelijke protestanten in het zuiden. Overigens toonde koning Willem I grote bemoeienis met het kerkelijk leven van zowel katholieken als protestanten, wat een van de aanleidingen voor de Belgische Opstand zou worden. In 1830 waren er 56 protestantse gemeenten; 25 daarvan waren garnizoensgemeenten.

### Protestantse Kerk van België
In 1839 organiseerden zich zestien Belgische protestantse gemeenten in de Bond der Protestants-Evangelische Kerken van het Koninkrijk België. Op 18 mei 1839 werd deze bond door koning Leopold I van België erkend als enige protestantse kerkelijke autoriteit. Andere gemeenten sloten zich hierbij later aan. Dit kon gemeenten betreffen van buitenlandse oorsprong, en gemeenten die door bekeringsarbeid waren ontstaan. Het Comité Synodal d'Evangelisation (1844) en het Nederlandstalige evangelisatiecomité Silo (1880) waren actief op dit terrein. Silo stichtte acht gemeenten, drie scholen (Geraardsbergen, Ronse, Laken), een ziekenhuis en een drukkerij. Ook de in 1875 opgerichte Vlaamse Opleidingsschool voor evangelisten kan in dit verband worden genoemd. Vincent van Gogh was één der eerste leerlingen hiervan. In 1919 sloten de Kerken van de door België geannexeerde Oostkantons zich bij de Bond aan. Dit waren Eupen, Malmedy, Sankt Vith en Neu-Moresnet. Overigens waren er in 1846 nog slechts 7.568 protestanten en anglicanen in België, een zeer klein deel van de bevolking.
In 1957 ging de Bond verder onder de naam: Protestantse Evangelische Kerk van België. Na de fusie in 1969 met de methodisten (zie beneden) kreeg ze de naam: Protestantse Kerk van België.

### Hervormde Kerk van België
Vanaf het begin van de 19e eeuw werd er nog een andere calvinistische stroming actief: Het Belgisch Evangelisch Genootschap (Société Evangélique Belge). In 1837 werd, met steun van de Société biblique brittannique et étrangère, een Belgisch Bijbelverspreidingsgenootschap opgericht. Het waren vooral buitenlandse evangelisten die hier aan de oorsprong stonden. Er werden een aantal lagere scholen opgericht, tot wel een 25-tal toe, en hieruit ontsproten nieuwe kerkgemeenten. In 1849 werd de naam: Belgische christelijke zendingskerk (Église chrétienne missionnaire belge).
In 1862 werd de geloofsbelijdenis van de 16e-eeuwse reformator Guido de Brès aanvaard, doch inmenging van de burgerlijke overheid in kerkelijke zaken werd afgewezen. In 1887 telde de Belgische Christelijke Zendingskerk ongeveer 7.000 leden, en diensten werden op 35 plaatsen gehouden. Verder breidde het genootschap zich niet uit, maar de leden gingen zich bezighouden met sociaal werk in weeshuizen, ziekenhuizen, bejaardenzorg, coöperaties en drankbestrijding. Men gaf tijdschriften uit, zoals Le Chrétien belge vanaf 1850, dat vanaf 1932 als Revue Protestante belge verscheen. Daarnaast werd, vanaf 1895, het tijdschrift Paix et Liberté uitgegeven. De drukkerij bevond zich in Nessonvaux. Ook was er een eigen boekhandel.
Het genootschap, lange tijd afhankelijk van buitenlandse steun, werd meer en meer zelfstandig. Vanaf 1960 was er ook voorzien in een protestantse predikantenopleiding aan de Protestantse Theologische Faculteit te Brussel.
In 1970 werd de naam: Hervormde Kerk van België aangenomen, en besloot het kerkgenootschap te gaan deelnemen aan de gesprekken, die in 1978 zouden leiden tot het samengaan in de Verenigde Protestantse Kerk in België.

### Gereformeerd protestantisme
Dit kerkgenootschap kwam tot stand onder invloed van ontwikkelingen in Nederland, waar de Gereformeerden zich in 1892 afscheidden van de Nederlandse Hervormde Kerk. In 1894 werd daarop door een aantal in Brussel verblijvende Nederlanders de Gereformeerde Kerk van Brussel opgericht. In 1899 volgde Antwerpen. Ook in Gent (1926) en Mechelen (1938) ontstonden gereformeerde gemeenten, voornamelijk door in België verblijvende Nederlanders opgericht. Eigen evangelisatiewerk leidde nog tot gemeenten in Denderleeuw (1953) en Boechout (1955) en een wijkgemeente in Hoboken. Deze in totaal 2.000 leden tellende gemeenten vormden vanaf 1974 de classis België van de Gereformeerde Kerken in Nederland. Geleidelijk groeide immers het besef dat men zich meer op eigen land moest richten dan op Nederland. Reeds in 1968 werd besloten tot nauwere samenwerking met de Protestantse Evangelische Kerk in België, en ook met de Hervormde Kerk van België werden gesprekken gevoerd. In 1978 gingen de gereformeerden op in de Verenigde Protestantse Kerk in België.

### Verenigde Protestantse Kerk in België
De Verenigde Protestantse Kerk in België (VPKB) werd opgericht op 4 november 1978 te Brussel en ging officieel van start op 1 januari 1979. Er werd toen een Geloofsverklaring en een Verklaring van Eenheid ondertekend door de volgende drie kerkgenootschappen:
- Protestantse Kerk van België
- Hervormde Kerk van België
- Gereformeerde Kerken in België

De Franstalige benaming is Église Protestante Unie de Belgique (EPUB)

### Evangelische Kerken
In de negentiende eeuw kende het Belgisch protestantisme een sterke groei onder impuls van het Réveil. De delta van protestants-evangelische kerkgenootschappen werd verder verbreed met de komst van het Leger des Heils in 1889, en de baptisten in 1892. In 1922 verenigden de baptisten zich in de Union des Eglises Evangéliques Baptiste de Belgique.
Tussen beide wereldoorlogen kwamen er een aantal evangelische genootschappen bij, zoals:
- De methodisten. Dit betrof een uit de Verenigde Staten afkomstige zendingskerk die vanaf 1919 ook in België actief was en onder meer een ziekenhuis, een middelbare school en het Huis van het Belgische Protestantisme opende. In 1969, toen de Methodisten in België over 16 gemeenten beschikten, fuseerden ze met de (bovengenoemde) Protestantse Evangelische Kerk van België tot de Protestantse Kerk van België, en uiteindelijk werden ze onderdeel van de VPKB.
- De Belgische Evangelische Zending, waaruit in 1962 de Vereniging voor Vrije Evangelische Gemeenten ontstond
- De pinksterbeweging

In 1980 werd de Evangelische Alliantie Vlaanderen opgericht, in 1989 gevolgd door de Fédération Evangélique Francophone de Belgique (FECB), die de diverse evangelicale kerkgenootschappen en organisaties verenigen.